# Saudiarabiens Davis Cup-lag
Saudiarabiens Davis Cup-lag styrs av Saudiarabiens tennisförbund och representerar Saudiarabien i tennisturneringen Davis Cup, tidigare International Lawn Tennis Challenge. Saudiarabien debuterade i sammanhanget 1991, och har bland annat spelat i Asien-Oceanienzonens Grupp II.